# Juraj Bača
Juraj Bača (ur. 17 marca 1977 w Komarnie) – słowacki kajakarz, brązowy medalista olimpijski, sześciokrotny mistrz świata.
Brązowy medalista igrzysk olimpijskich w Atenach w 2004 roku w konkurencji K-4 (razem z braćmi Richardem i Michalem Riszdorferem oraz Erikiem Vlčkem) na dystansie 1000 m. Zdobywca szóstego miejsca w K-2 na tym dystansie podczas igrzysk w Sydney. Jest siedmiokrotnym medalistą mistrzostw świata w konkurencji kajaków, w tym sześciokrotnym mistrzem świata.